# 사랑의 시나리오
〈사랑의 시나리오〉(アイのシナリオ 아이노시나리오[*])는 CHiCO with HoneyWorks의 두 번째 싱글이다. 2015년 2월 4일에 발매됐다.

## 개요
CD 자켓에는 주제가가 되는 《매직 쾌두 1412》의 주인공인 괴도 키드가 그려져있다.
또, 초도 한정판에는 로코루가 디자인했으며 야마코가 일러스트를 그린 오리지널 캐릭터가 그려져있다.

## 수록 내용
| #  | 제목                                 | 작사 · 작곡 · 편곡 | 재생 시간 |
| -- | ------------------------------------ | ------------------ | --------- |
| 1. | 〈사랑의 시나리오〉 (アイのシナリオ) | HoneyWorks         |           |
| 2. | 〈눈 녹음〉 (ユキドケ)               | HoneyWorks         |           |
| 3. | 〈사랑의 시나리오〉 (instrumental)   | HoneyWorks         |           |
| 4. | 〈눈 녹음〉 (instrumental)           | HoneyWorks         |           |

## 노래 및 동영상 제작 멤버
- 기타 : Oji[2]
- 베이스 : shito[2]
- 피아노 : cake[2]
- 드럼 : Atsuyuk![2]
- 일러스트 · 동영상 : yamako(야마코)[2]

## 발매일
| 국가     | 날짜           | 포맷                      | 레이블    | 비고 |
| 일본     | 2015년 2월 4일 | CD                        | 뮤직 레인 |      |
| 일본     | 2015년 2월 4일 | 디지털 다운로드, 스트리밍 | 뮤직 레인 |      |
| 대한민국 | 2019년 8월 2일 | 소니 뮤직 엔터테인먼트    |           |      |

## 한국어 버전
한국어 버전은 장혜지가 불렀으며 [괴도키드 1412]의 한국어 더빙판 주제가로 사용됐다.